# Thunes mekaniske verksted

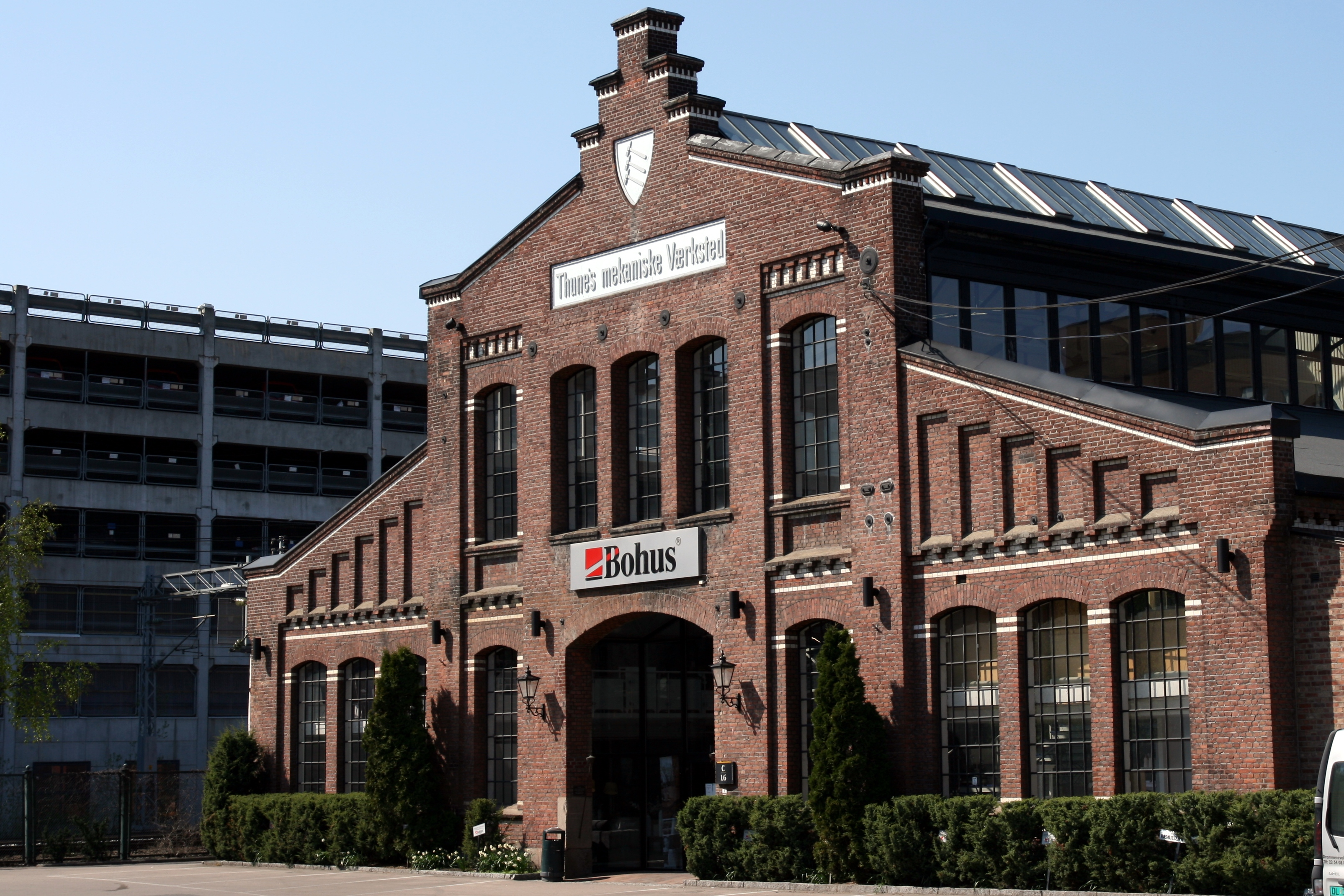
Smedjan

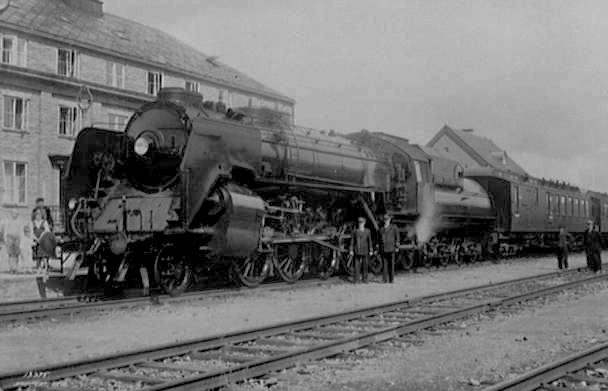
"Dovregubben"

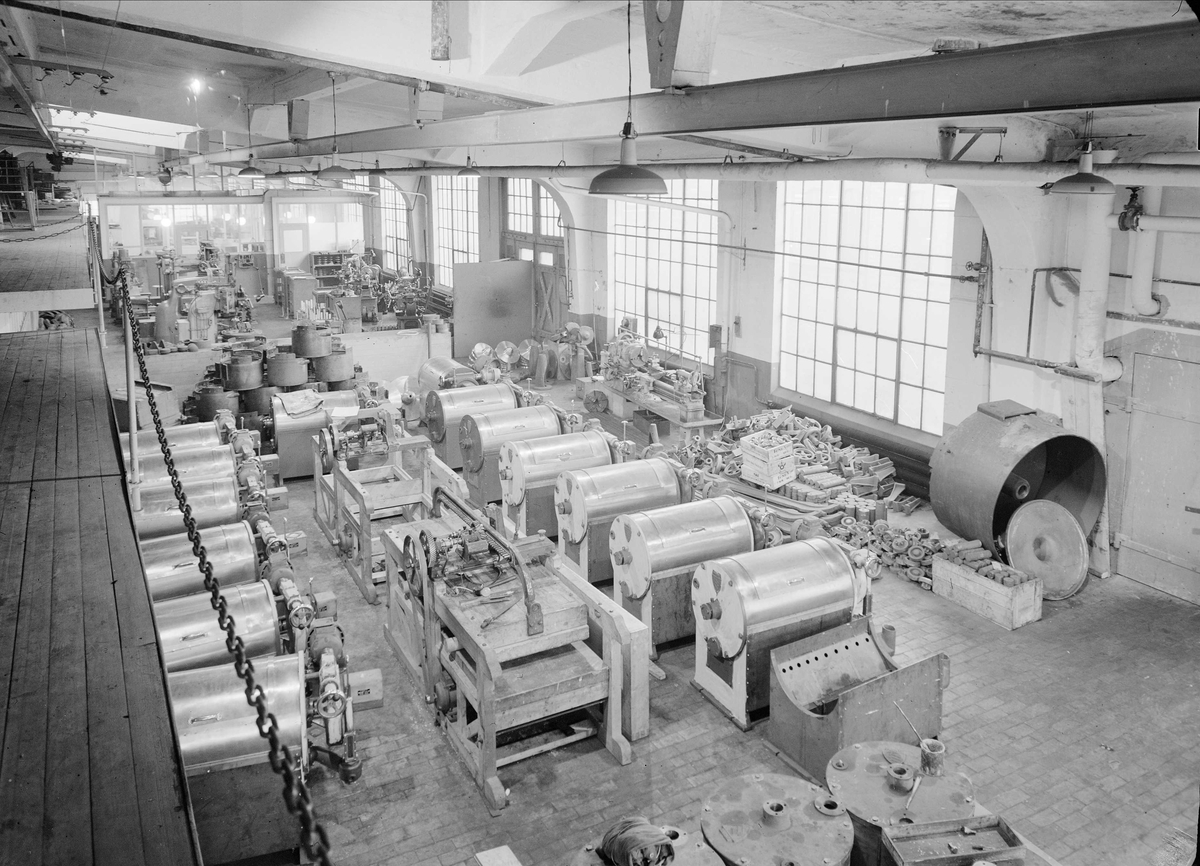
Tvättmaskintillverkning, 1947

Thunes mekaniske verksted var en norsk mekanisk verkstad, som bland annat tillverkade lokomotiv.
Företaget har sina rötter i den verkstad som grundades 1815 i Drammen av smeden Anders Paulsen Thune (1787–1879). Sonen Halvor Thune tog över företaget och flyttade det 1851 till Kristiania. Från 1870 låg fabriken på Ruseløkkveien 8–10. År 1871 togs företaget över av  Halvor Thunes son Andreas Lauritz Thune, under vars tid produktionen utökades och moderniserades. Företaget flyttade Munkedamsveien 3b–5b, där en stor produktion upptogs av lantbruksmaskiner och så småningom också av tvättmaskiner och lokomotiv.
När lokalerna blev för små inköptes egendomen Kjellebekk i Skøyen i grannkommunen, dåvarande landsbygdskommunen Aker, Norge. Thunes mekaniske verksted flyttade till Skøyen 1901 och all verksamhet på Munkedamsveien avvecklades 1903. Thunes började också tillverka turbiner i de nya lokalerna.
Under 1900-talets första decennium var Thune och Hamar Jernstøberi og Mekaniske Verksted de största leverantörerna av lokomotiv till järnvägarna i Norge. Mellan 1901 och 1920 levererade dessa två företag omkring 250 lokomotiv till statsbanornarna. Ånglokstillverkningen kulminerade med de så kallade "Dovregubbarna", NSB type 49, som byggdes tillsammans med Hamar Jernstøberi. Thune och Hamar levererade fem sådana lokomotiv från 1935 till 1941, då produktionen avbröts på grund av andra världskriget. 
Thune hade sopm mest omkring 600 arbetare på 1950-talet. Å 1969 slogs företaget samman med Eureka Mekaniske Værksted till Thune–Eureka, och flyttade till Tranby 1976. Thune-namnet försvann 1988, efter det att Myrens Verksted och Kværner Kulde  fusionerats med Thune–Eureka under namnet Kværner Eureka. 